# محمد گلبن
محمد گلبن (زادهٔ ۱۳۱۴ در  کهیاز، اردستان - درگذشتهٔ ۲۰ اردیبهشت ۱۳۹۲) نویسنده، پژوهشگر، فهرست‌نگار و کتاب‌شناسِ ادوار مختلف تاریخ بود.او در زمینه تاریخ چاپ و کتاب‌شناسی ایران فعالیت می‌کرد. گلبن یکی از پیشگامان و شخصیت‌های تأثیرگذار در مستندسازی و تهیه فهرست‌های کتابخانه‌ای و نسخه‌های خطی در ایران به شمار می‌رفت.

## آثار
محمد گلبن نخست در زمینه کتاب‌شناسی، سپس فهرست‌نگاری و پس از آن در زمینه تاریخ مطبوعات ایران فعالیت نمود. از محمد گلبن حدود ۴۰ مقاله در زمینه پژوهش در زمینه تاریخ مطبوعات ایران از دوره مشروطیت تا سال ۱۳۳۲ بجا مانده است. نخستین مقاله پژوهشی وی در سال ۱۳۴۵ در مجله "بررسی‌های تاریخی" به انتشار رسید.
او از نخستین نویسندگانی بود که دست به تدوین‌ درس‌گفتارهای مدرسه سیاسی ایران زد و کتاب حقوق‌ بین‌الملل حاصل تدریس حسن پیرنیا را منتشر کرد.‌
محمد گلبن از کتاب‌های کتابخانه خود؛ حدود ۱۵ هزار کتاب و ۲ هزار نشریه‌ی به کتابخانهٔ شماره دو مجلس هدیه کرد.

### تالیفات
- فردوسی‌نامه بهار[۵]
- کتاب‌شناسی صادق هدایت
- بلندآفتاب خراسان
- فهرست سی‌ساله سالنامه دنیا
- فهرست توصیفی مقالات جشن نامه‌ها و یادنامه‌ها از آغاز تاکنون (با همکاری احمد شکیب‌آذر)[۶]
- کتابشناسی زبان و خط فارسی
- کتاب‌شناسی نگارگری ایران (از آغاز تا سال ۱۳۵۷)
- مجموعه مقالات فاطمه سیاح
- فهرست ۱۹ ساله مجله آینده
- خاطرات عباس خلیلی[۷]

### تصحیحات
- سفرنامه خسرومیرزا به پطرزبورخ
- سفرنامه میرزا ابوالحسن ایلچی به روسیه
- سفرنامه رکن الدوله به سرخس
- سفرنامه ترکستان و ایران
- سفرنامه سیف الملک به روسیه[۸]